# Vallehermoso (Negros Oriental)
Vallehermoso è una municipalità di quarta classe delle Filippine, situata nella Provincia di Negros Oriental, nella regione di Visayas Centrale.
L'intero territorio della municipalità è parte del Parco naturale del monte Kanla-on, istituito nel 1997  dall'allora presidente delle Filippine Gloria Arroyo.
Vallehermoso è formata da 15 baranggay:
- Bagawines
- Bairan
- Cabulihan
- Don Espiridion Villegas
- Guba
- Macapso
- Maglahos
- Malangsa
- Molobolo
- Pinocawan
- Poblacion
- Puan
- Tabon
- Tagbino
- Ulay